# Valerius Ritter
Valerius Ritter (17. června 1821 – 11. dubna 1902 Sankt Leonhard) byl rakouský politik německé národnosti z Korutan, v 2. polovině 19. století poslanec Říšské rady.

## Biografie
Původně byl ředitelem statku, později soukromníkem ve Vídni a správním radou železniční tratě Lvov–Černovice. V roce 1885 se uvádí jako majitel nemovitostí v korutanském Sankt Leonhard u Villachu. V jiném dobovém zdroji je uváděn jako viceprezident správní rady železniční tratě Lvov–Bełżec.
Zasedal jako poslanec Korutanského zemského sněmu. Ten ho roku 1870 zvolil i za poslance Říšské rady (celostátního parlamentu Předlitavska), tehdy ještě nepřímo volené zemskými sněmy. Opětovně byl zemským sněmem do parlamentu delegován roku 1871, za městskou kurii v Korutanech. Uspěl také v prvních přímých volbách roku 1873 za městskou kurii v Korutanech, obvod St. Veit, Friesach, Wolfsberg atd. Mandát obhájil ve volbách roku 1879 a volbách roku 1885. V říjnu 1889 uvažoval o rezignaci, ale poté, co ho voliči požádali o setrvání v parlamentu, svou rezignaci stáhl. V roce 1873 se uvádí jako Valerius Ritter, soukromník, bytem Vídeň.
V roce 1873 zastupoval v parlamentu provládní blok Ústavní strany (centralisticky a provídeňsky orientované), v jehož rámci patřil k mladoliberální (mladoněmecké) skupině. Po dalších volbách se ovšem na Říšské radě v říjnu 1879 uvádí jako člen staroněmeckého Klubu liberálů (Club der Liberalen). Od roku 1881 byl členem klubu Sjednocené levice, do kterého se spojilo několik ústavověrných (liberálně a centralisticky orientovaných politických proudů). Za tento klub uspěl i ve volbách roku 1885. Po rozpadu Sjednocené levice přešel do frakce Německorakouský klub. V roce 1890 se uvádí jako poslanec obnoveného klubu německých liberálů, nyní oficiálně nazývaného Sjednocená německá levice.
Zemřel v dubnu 1902, po delší nemoci. Pohřben byl v domovském Sankt Leonhardu.